# Księga Diny
Księga Diny (ang. I Am Dina) – zrealizowany w koprodukcji francusko-niemiecko-szwedzko-duńsko-norweskiej dramat filmowy z 2002 roku w reżyserii Ole Bornedala. Ekranizacja powieści Herbjørg Wassmo o tym samym tytule.
Zdjęcia kręcono w wiosce Kjerringøy na północy Norwegii.

## Obsada
- Maria Bonnevie – Dina
- Gérard Depardieu – Jacob
- Christopher Eccleston – Leo Zhukovsky
- Pernilla August – Hjertrud
- Bjorn Floberg – Ojciec Diny
- Hans Matheson – Tomas
- Amanda Jean Kvakland – Mała Dina
- Jørgen Langhelle – Anders
- Bodil Udsen – Olivia
- Anette Hoff – Dagny
- Søren Sætter-Lassen – Lorch
- Wenche Foss – Mistress Karen
- Kate Hardie – Stine
- Finn Schau – Gość
- Kristin Kajander – Tela